# Мачје око (кристал)
Мачје око је врста кристала.

## Подела
Разликују се три врсте кристала Мачје око:
- Крисоберил (crysoberil) мачје око
- Берил (beril) мачје око
- Кварцово мачје око